# Serradilla del Llano
Serradilla del Llano – gmina w Hiszpanii, w prowincji Salamanka, w Kastylii i León, o powierzchni 67,52 km². W 2011 roku gmina liczyła 182 mieszkańców.